# Чемпионат Европы по футболу 2020 (отборочный турнир, группа D)
Жеребьёвка отборочного турнира чемпионата Европы 2020 прошла в Дублине 2 декабря 2018 года. В группу D попали сборные по футболу следующих стран: Швейцария, Дания, Ирландия, Грузия и Гибралтар. Матчи в группе D пройдут с 21 марта 2019 по 19 ноября 2019 года.
Сборные, занявшие первые два места, выходят в финальную часть чемпионата.
Команды, которые не пройдут квалификационный групповой этап, смогут по-прежнему претендовать на финальный турнир через плей-офф лиги наций 2018/2019. Каждой лиге будет выделено одно из четырёх оставшихся мест Евро-2020. Четыре команды из каждой лиги, которые ещё не получили квалификацию для финала чемпионата Европы, будут соревноваться в плей-офф своей лиги, которые будут сыграны в марте 2020 года. Места для плей-офф будут сначала распределены на каждого победителя группы, а если команда уже прошла квалификацию в финал чемпионата Европы, то её место достаётся следующей лучшей команде дивизиона. Если же и в этом случае четверка команд будет недоукомплектована, свободные места получат лучшие команды из лиги (лиг) ниже классом, из тех, что не прошли квалификацию чемпионата Европы и не попали в плей-офф собственной лиги..

## Турнирная таблица
| Поз | Команда   | И | В | Н | П | МЗ | МП | РМ  | О  | Квалификация                        |  | Швейцария | Дания | Ирландия | Грузия | Гибралтар |
| --- | --------- | - | - | - | - | -- | -- | --- | -- | ----------------------------------- |  | --------- | ----- | -------- | ------ | --------- |
| 1   | Швейцария | 8 | 5 | 2 | 1 | 19 | 6  | +13 | 17 | Квалификация в финальный раунд      |  | —         | 3:3   | 2:0      | 1:0    | 4:0       |
| 2   | Дания     | 8 | 4 | 4 | 0 | 23 | 6  | +17 | 16 | Квалификация в финальный раунд      |  | 1:0       | —     | 1:1      | 5:1    | 6:0       |
| 3   | Ирландия  | 8 | 3 | 4 | 1 | 7  | 5  | +2  | 13 | Сборная участвует в стыковых матчах |  | 1:1       | 1:1   | —        | 1:0    | 2:0       |
| 4   | Грузия    | 8 | 2 | 2 | 4 | 7  | 11 | −4  | 8  | Сборная участвует в стыковых матчах |  | 0:2       | 0:0   | 0:0      | —      | 3:0       |
| 5   | Гибралтар | 8 | 0 | 0 | 8 | 3  | 31 | −28 | 0  |                                     |  | 1:6       | 0:6   | 0:1      | 2:3    | —         |

## Результаты
Расписание матчей было опубликовано УЕФА после жеребьёвки 2 декабря 2018 года в Дублине. Время указано по CET/CEST, в соответствии с правилами УЕФА (местное время, если отличается, указано в скобках).
| Грузия | 0:2     | Швейцария               |
| ------ | ------- | ----------------------- |
|        | (отчёт) | 56′ Цубер · 80′ Закариа |

| Гибралтар | 0:1     | Ирландия    |
| --------- | ------- | ----------- |
|           | (отчёт) | 49′ Хендрик |

| Ирландия | 1:0     | Грузия |
| -------- | ------- | ------ |
| Хурихан  | (отчёт) |        |

| Швейцария                            | 3:3     | Дания                                        |
| ------------------------------------ | ------- | -------------------------------------------- |
| Фройлер 19′ · Джака 66′ · Эмболо 76′ | (отчёт) | 84′ Йёргенсен · 88′ Гюткьер · 90+3′ Дальсгор |

| Грузия                                               | 3:0     | Гибралтар |
| ---------------------------------------------------- | ------- | --------- |
| Гвилия 30′ · Папунаишвили 59′ · Арвеладзе 76′ (пен.) | (отчёт) |           |

| Дания        | 1:1     | Ирландия  |
| ------------ | ------- | --------- |
| Хёйбьерг 76′ | (отчёт) | 85′ Даффи |

| Дания                                                                  | 5:1     | Грузия         |
| ---------------------------------------------------------------------- | ------- | -------------- |
| Долберг 13′, 63′ · Эриксен 30′ (пен.) · Поульсен 73′ · Брейтуэйт 90+3′ | (отчёт) | Лобжанидзе 25′ |

| Ирландия                               | 2:0     | Гибралтар |
| -------------------------------------- | ------- | --------- |
| Дж. Чиполина 29′ (авт.) · Брейди 90+3′ | (отчёт) |           |

| Гибралтар | 0:6     | Дания                                                                     |
| --------- | ------- | ------------------------------------------------------------------------- |
|           | (отчёт) | 6′ Сков · 34′ (пен.), 50′ (пен.) Эриксен · 69′ Дилейни · 73′, 78′ Гюткьер |

| Ирландия      | 1:1     | Швейцария |
| ------------- | ------- | --------- |
| Макголрик 85′ | (отчёт) | 74′ Шер   |

| Грузия | 0:0     | Дания |
| ------ | ------- | ----- |
|        | (отчёт) |       |

| Швейцария                                                   | 4:0     | Гибралтар |
| ----------------------------------------------------------- | ------- | --------- |
| Закариа 37′ · Мехмеди 43′ · Родригес 45+3′ · Гавранович 87′ | (отчёт) |           |

| Грузия | 0:0     | Ирландия |
| ------ | ------- | -------- |
|        | (отчёт) |          |

| Дания        | 1:0     | Швейцария |
| ------------ | ------- | --------- |
| Поульсен 85′ | (отчёт) |           |

| Гибралтар                         | 2:3     | Грузия                                      |
| --------------------------------- | ------- | ------------------------------------------- |
| Касьяро 66′ · Джозеф Чиполина 74′ | (отчёт) | 10′ Хараишвили · 21′ Канкава · 84′ Квилитая |

| Швейцария                       | 2:0     | Ирландия |
| ------------------------------- | ------- | -------- |
| Сеферович 16′ · Фернандеш 90+3′ | (отчёт) |          |

| Дания                                                            | 6:0     | Гибралтар |
| ---------------------------------------------------------------- | ------- | --------- |
| Сков 12′, 64′ · Гюткьер 47′ · Брейтуэйн 51′ · Эриксен 85′, 90+4′ | (отчёт) |           |

| Швейцария | 1:0     | Грузия |
| --------- | ------- | ------ |
| Иттен 47′ | (отчёт) |        |

| Гибралтар | 1:6     | Швейцария                                                           |
| --------- | ------- | ------------------------------------------------------------------- |
| Стич 74′  | (отчёт) | 10′, 84′ Иттен · 50′ Варгас · 57′ Фасснахт · 75′ Бенито · 86′ Джака |

| Ирландия   | 1:1     | Дания         |
| ---------- | ------- | ------------- |
| Доэрти 85′ | (отчёт) | 73′ Брейтуэйт |

## Бомбардиры
5 мячей
| - Кристиан Эриксен |

4 мяча
| - Кристиан Гюткьер |

3 мяча
| - Роберт Сков - Мартин Брейтуэйт - Седрик Иттен |

2 мяча
| - Каспер Долберг | - Юссуф Поульсен | - Денис Закариа - Гранит Джака |

1 мяч
| - Касьяро - Джозеф Чиполина - Рис Стич - Валериане Гвилия - Георгий Папунаишвили - Вато Арвеладзе - Саба Лобжанидзе - Георгий Хараишвили - Джаба Канкава - Георгий Квилитая - Джефф Хенрик - Конор Хурихан | - Шейн Даффи - Робби Брейди - Дэвид Макголрик - Мэтт Доэрти - Матиас Йёргенсен - Хенрик Дальсгор - Пьер-Эмиль Хёйбьерг - Томас Дилейни - Стивен Цубер - Ремо Фройлер | - Брель Эмболо - Фабиан Шер - Адмир Мехмеди - Рикардо Родригес - Марио Гавранович - Харис Сеферович - Эдимилсон Фернандеш - Лорис Бенито - Рубен Варгас - Кристиан Фасснахт |

1 автогол
| - Джозеф Чиполина |

## Дисциплина
Игрок автоматически пропускает следующий матч в случаях:
- Получение красной карточки (увеличение срока дисквалификации, может быть произведено в случае серьезного нарушения правил)
- Получение трех желтых карточек в трех разных матчах, а также после пятой и любых последующих желтых карточек (дисквалификация переносится в плей-офф)

## Комментарии
1. ↑  CET (UTC+1) для матчей в марте и ноябре 2019, а CEST (UTC+2) для всех остальных матчей.